# Équipe des Pays-Bas de football en 2010
L'année footballistique 2010 est placée sous le signe de la Coupe du monde et l'équipe des Pays-Bas y participe à la suite de sa qualification en terminant 1er du groupe 9 de la zone Europe lors des éliminatoires de la Coupe du monde de football 2010,. Cette année civile est donc composée de rencontres amicales de préparation à la Coupe du monde 2010 puis de 7 matchs dans cette compétition puisque les Néerlandais atteignent la finale. À partir du mois de septembre, l'équipe dispute des matchs comptant pour la phase qualificative à l'Euro 2012, couplés à des oppositions amicales. Les Pays-Bas sont placés dans le groupe E en compagnie notamment de la Suède.

## Matchs disputés
| No | Date             | Ville, stade                               | Adversaire  | Score    | Comp. | Buteur(s) pour les Pays-Bas                                              | Buteur(s) pour l'adversaire | Réf    |
| -- | ---------------- | ------------------------------------------ | ----------- | -------- | ----- | ------------------------------------------------------------------------ | --------------------------- | ------ |
| 1  | 3 mars 2010      | Amsterdam, Amsterdam ArenA                 | États-Unis  | 2-1      | A     | Kuyt 40e (pen.), Huntelaar 73e                                           | Bocanegra 88e               | [ 4 ]  |
| 2  | 26 mai 2010      | Fribourg, Badenova-Stadion                 | Mexique     | 1-2      | A     | van Persie 17e 41e                                                       | Hernández 74e               | [ 5 ]  |
| 3  | 1er juin 2010    | Rotterdam, De Kuip                         | Ghana       | 4-1      | A     | Kuyt 30e, van der Vaart 72e, · Sneijder 81e, van Persie 87e (pen.)       | Gyan 78e                    | [ 6 ]  |
| 4  | 5 juin 2010      | Amsterdam, Amsterdam ArenA                 | Hongrie     | 6-1      | A     | van Persie 21e, Sneijder 55e, Robben 64e 78e, · van Bommel 71e, Elia 74e | Dzsudzsák 6e                | [ 7 ]  |
| 5  | 14 juin 2010     | Johannesburg, Soccer City                  | Danemark    | 2-0      | CM    | Agger 46e (csc), Kuyt 85e                                                | -                           | [ 8 ]  |
| 6  | 19 juin 2010     | Durban, Stade Moses-Mabhida                | Japon       | 1-0      | CM    | Sneijder 53e                                                             | -                           | [ 9 ]  |
| 7  | 24 juin 2010     | Le Cap, Cape Town Stadium                  | Cameroun    | 1-2      | CM    | van Persie 36e, Huntelaar 84e                                            | Eto'o 65e (pen.)            | [ 10 ] |
| 8  | 28 juin 2010     | Durban, Stade Moses-Mabhida                | Slovaquie   | 2-1      | CM    | Robben 18e, Sneijder 84e                                                 | Vittek 94e (pen.)           | [ 11 ] |
| 9  | 2 juillet 2010   | Port Elizabeth, Nelson Mandela Bay Stadium | Brésil      | 2-1      | CM    | Sneijder 53e 68e                                                         | Robinho 10e                 | [ 12 ] |
| 10 | 6 juillet 2010   | Le Cap, Cape Town Stadium                  | Uruguay     | 2-3      | CM    | van Bronckhorst 18e, Sneijder 70e, Robben 73e                            | Forlán 41e, M. Pereira 92e  | [ 13 ] |
| 11 | 11 juillet 2010  | Johannesburg, Soccer City                  | Espagne     | 0-1 a.p. | CM    | -                                                                        | Iniesta 116e                | [ 14 ] |
| 12 | 11 août 2010     | Kiev, Stade olympique de Kiev              | Ukraine     | 1-1      | A     | Lens 73e                                                                 | Aliyev 74e                  | [ 15 ] |
| 13 | 3 septembre 2010 | Serravalle, Stadio Olimpico                | Saint-Marin | 0-5      | QCE   | Kuyt 16e, Huntelaar 38e 48e 66e, · van Nistelrooy 89e                    | -                           | [ 16 ] |
| 14 | 7 septembre 2010 | Rotterdam, De Kuip                         | Finlande    | 2-1      | QCE   | Huntelaar 7e 16e (pen.)                                                  | Forssell 18e                | [ 17 ] |
| 15 | 8 octobre 2010   | Chișinău, Stade Zimbru                     | Moldavie    | 0-1      | QCE   | Huntelaar 37e                                                            | -                           | [ 18 ] |
| 16 | 12 octobre 2010  | Amsterdam, Amsterdam ArenA                 | Suède       | 4-1      | QCE   | Huntelaar 4e 55e, Afellay 37e 59e                                        | Granqvist 69e               | [ 19 ] |
| 17 | 17 novembre 2010 | Amsterdam, Amsterdam ArenA                 | Turquie     | 1-0      | A     | Huntelaar 52e                                                            | -                           | [ 20 ] |

## Évolution des classements

### Poule qualificative à l'Euro 2012
Lors des quatre journées disputées en 2010, les Néerlandais occupent continuellement la première place de leur groupe hormis au soir du deuxième match. Les Pays-Bas se retrouvent à égalité de points avec les Suédois et ils sont deuxièmes à cause d'une différence de but plus faible (+6 contre +8).

### Coefficient FIFA
La Coupe du monde est la compétition qui rapporte potentiellement le plus de point au coefficient FIFA d'une nation en cas de victoire dans une rencontre. Celle acquise contre le Brésil en quart de finale a permis aux Pays-Bas d'être l'équipe à gagner le plus de points sur un match en 2010. Les Hollandais sont également l'équipe à avoir glâné le plus de point sur l'année.
| 2010 | janv. | fév. | mars | avril | mai | juin | juil. | août | sept. | oct. | nov. | déc. |
| ---- | ----- | ---- | ---- | ----- | --- | ---- | ----- | ---- | ----- | ---- | ---- | ---- |
| Rang | 3     | 3    | 3    | 4     | 4   | 4    | 2     | 2    | 2     | 2    | 2    | 2    |